# Allen Hatcher
Allen Hatcher (* 1944 in Indianapolis) ist ein US-amerikanischer Mathematiker, der sich mit  geometrischer Topologie befasst.

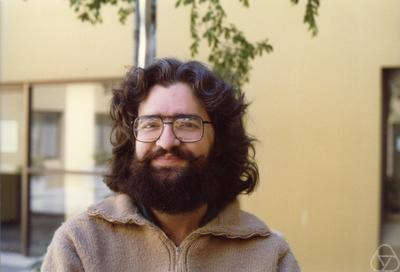
Allen Hatcher

Hatcher wurde 1971 bei Hans Samelson an der Stanford University promoviert (A {\displaystyle K_{2}} obstruction to pseudo-isotopies). Er war Associate Professor an der University of California, Los Angeles, und ist seit 1983 Professor an der Cornell University. 1976 erhielt er ein Forschungsstipendium der Alfred P. Sloan Foundation (Sloan Research Fellowship).
1975/76 und 1979/80 war er am Institute for Advanced Study.
1983 bewies er eine Vermutung von Stephen Smale (1959) über die Diffeomorphismen-Gruppe der 3-Sphäre. Er klassifizierte inkompressible Flächen in verschiedenen 3-Mannigfaltigkeiten, unter anderem mit William Floyd in Bündeln von punktierten Tori über dem Kreis und mit William Thurston in 2-Brücken-Knoten-Komplementen. Mit Thurston gab er einen Algorithmus für die Präsentation der Abbildungsklassengruppe geschlossener orientierbarer Flächen an (1980). Er arbeitete auch über Pseudo-Isotopie und K-Theorie.
Er ist auch als Verfasser von Topologie-Lehrbüchern bekannt (teilweise online von ihm zur Verfügung gestellt).

## Schriften
- Algebraic Topology, Cambridge University Press 2002
- mit John Wagoner Pseudo-isotopies of compact manifolds, Societé Mathématiques de France, 1973
- Higher simple homotopy theory, Annals of Mathematics, Band 102, 1975, S. 101–137.
- mit Thurston A presentation for the mapping class group of a closed orientable surface, Topology, Band 19, 1980, S. 221–237.
- On the boundary curves of incompressible surfaces, Pacific J. Math., Band 99, 1982, S. 373–377.
- mit William Floyd Incompressible surfaces in punctured-torus bundles, Topology and its Applications, Band 13, 1982, S. 263–282.
- A proof of the Smale conjecture, {\displaystyle \mathrm {Diff} (S^{3})\simeq {\mathrm {O} }(4)}, Annals of Mathematics, Band 117, 1983, S. 553–607.
- mit Thurston Incompressible surfaces in 2-bridge knot complements, Inventiones Mathematicae, Band 79, 1985, S. 225–246

## Homepage
- Homepage an der Cornell University
- Webseite mit seinen Online Büchern